# Olof Liljewalch
Olof Liljewalch, född 13 oktober 1888 i Stockholm, död 12 augusti 1923 i Rotterdam, Nederländerna, var en svensk officer.

## Biografi
Olof Liljewalch var löjtnant vid Svea artilleriregemente, kapten i tyska armén och major i finska armén. Under första världskriget var han volontär i tyska armén. 1918 deltog han i finska inbördeskriget.
Han begav sig 1912 ut på en expedition till Brittiska Guyana och Roraima-området i gränstrakten mellan Brasilien och Venezuela tillsammans med fotografen Otto Thulin (1886–1959). På Världskulturmuseet i Göteborg finns drygt 1,100 föremål och bilder från denna expedition. Knappt hälften av bilderna är tagna av Liljewalch. Även på Etnografiska museet i Stockholm finns ett 50-tal föremål från expeditionen, ett 40-tal inbytta 1916 från Göteborgs museums etnografiska avdelning (nuvarande Världskulturmuseet), övriga förvärvade från redaktör Gunnar von Heideken (1874–1944) efter Liljewalchs död.

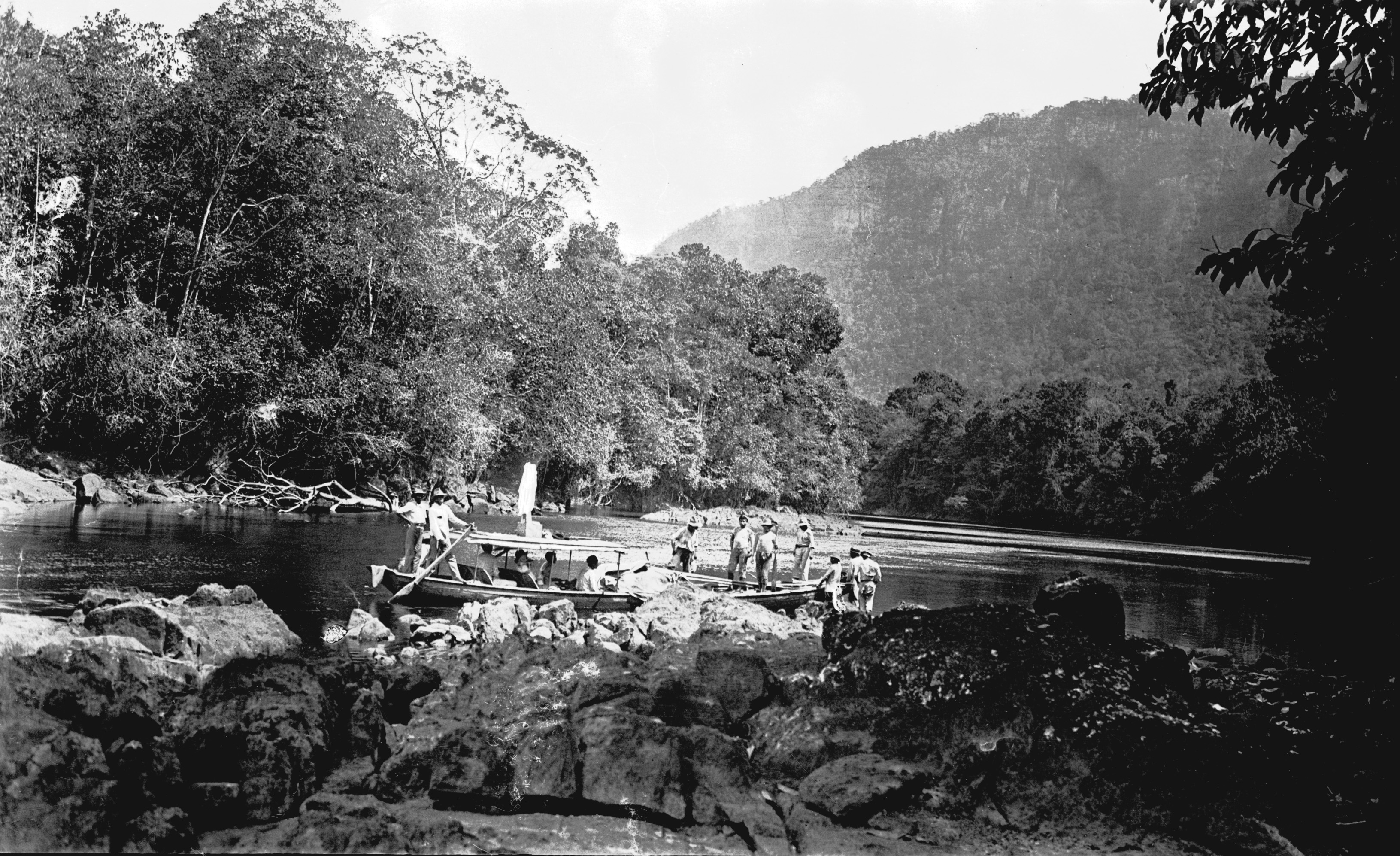
Expeditionens båt halas över en fors strax nedanför Waratuk Cataract, Brittiska Guyana. Foto: Olof Liljewalch, 1912.
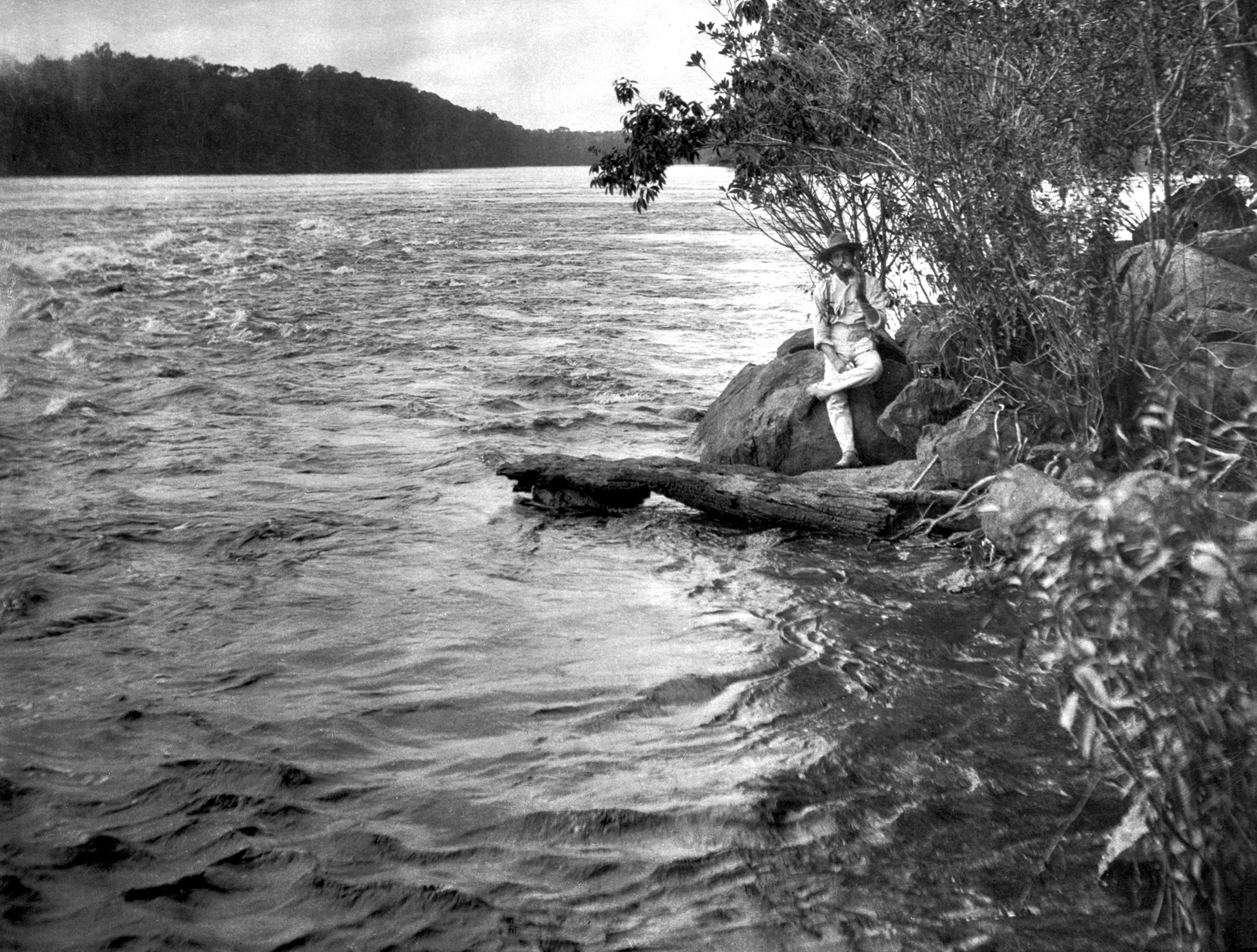
Olof Liljewalch vid floden Cuyuni nedanför Devil´s Hole, Brittiska Guyana. Foto: Otto Thulin, 1912.

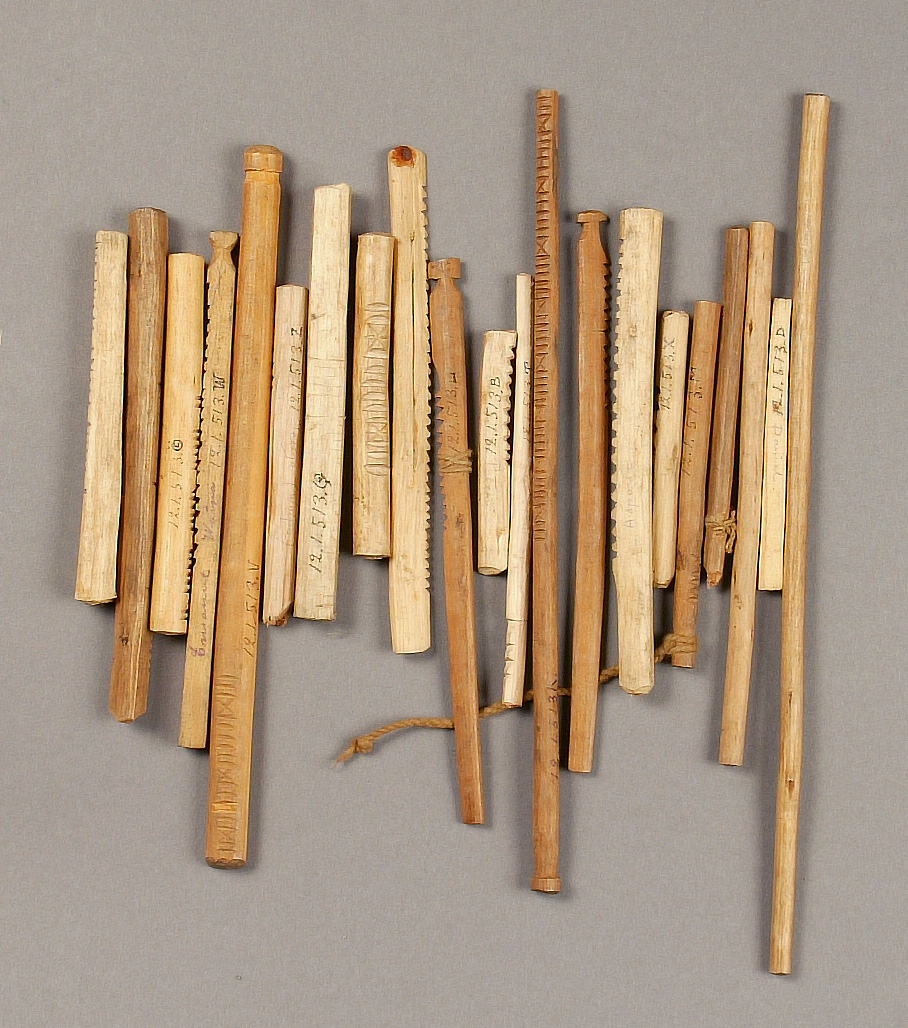
Dagräknare använda av Olof Liljewalchs bärare under expedi-tionen 1912.

Olof Liljewalch ligger begravd på Norra begravningsplatsen i Solna.

## Familj
Olof Liljewalch var son till stadsmäklare Thomas Decimus Liljewalch (1840–1904) och Johanna Christina Sundström (1848–1930). Han var yngst av nio syskon, varav tre dog innan han själv föddes. Hans äldsta syster, Eva Theresia (1869–1959), var gift med redaktören Gunnar von Heideken (1874–1941).